# Roboto

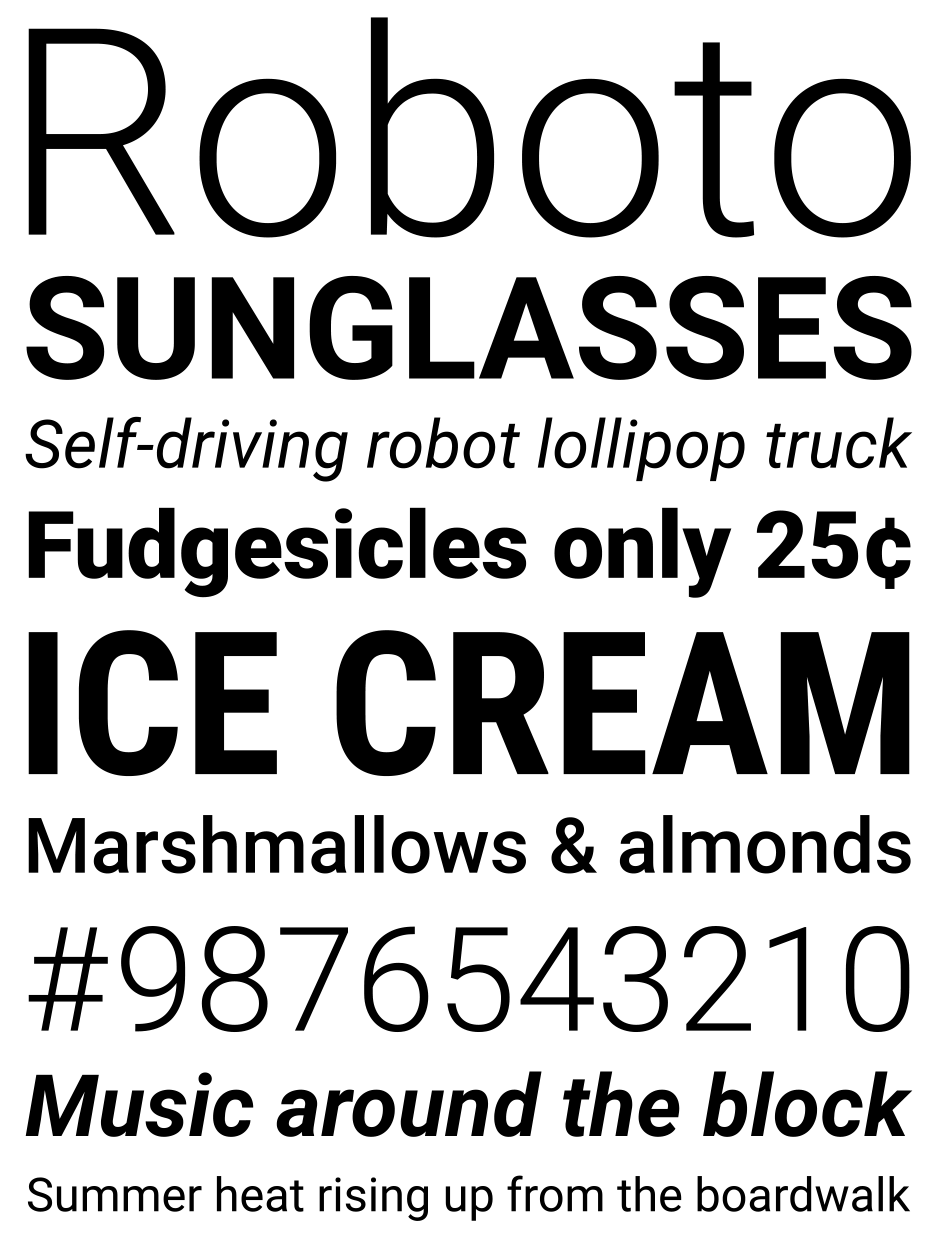
Roboto. Зразок

Roboto (Робо́то) — шрифтова гарнітура без зарубок, яка була розроблена американською корпорацією Google, а потім представлена разом із ОС Android 4.0 Ice Cream Sandwich як її системний шрифт. Roboto поширюється на умовах, передбачених ліцензією Apache. Починаючи з 12 січня 2012 року сімейство шрифтів доступно для безкоштовного завантаження з вебсторінки Android Design, нині на цьому сайті шрифт не доступний. Гарнітура містить прямі та похилі накреслення різної насиченості: надтонке, тонке, звичайне, середнє, напівжирне, ультражирне. Також доступні ущільнені накреслення. Дизайнером гарнітури виступив Крістіан Робертсон, який раніше випустив розріджену варіацію Ubuntu Titling через свою особисту словолитню Betatype.

## Мовне охоплення
Roboto підтримує латинські, грецькі (частково) і кирилічні символи.

ОС Android використовує Noto для відображення тексту мовами, які не підтримуються Roboto, включно з китайською (спрощена і традиційна), японською, корейською, тайською та гінді.

Roboto, реліз до 2013 року, вигляд до редизайну для Android 5

## Редизайн
25 червня 2014 року на Google I/O Матіас Дуарте повідомив, що Roboto було значно перероблено для Android 5.0 Lollipop. Зміни порівняно з попередньою версією найбільш помітні в лат. B, R, D, P, O, E, G, K, 1, 5, 6, 7, 9 і в розділових знаках.

## Використання
- Окрім того, що гарнітура використовується типово в операційній системі Android, починаючи з 2013 року вона також є типовою в інших сервісах від Google, зокрема Google+, Play Маркет, YouTube, Карти Google[12], Google Зображення, а також у мобільному пошуку Google.
- Roboto Bold є типовим шрифтом у додатках ігрового рушія Unreal Engine 4 та медіаплеєра Kodi[13].
- Roboto Condensed використовується на європейських версіях упаковки Nintendo Switch.

## Варіації гарнітури

### Roboto Slab
Roboto Slab — брускова шрифтова гарнітура, представлена в березні 2013 року. Планувалося, що Roboto Slab стане типовим у хмарному додатку для нотаток Google Keep, однак починаючи з 2018 року додаток використовує Roboto як типове сімейство шрифтів. Спершу до складу гарнітури було включено 4 накреслення: надтонке, тонке, звичайне та напівжирне, але в листопаді 2019 року сімейство шрифтів було приведено у відповідність до вимог сучасності, унаслідок чого було додано 5 додаткових накреслень: ультратонке, середнє, щільне, жирне та ультражирне. Також були змінені гліфи деяких лат. (R, K, k, g, C, S тощо), за рахунок чого Roboto Slab стала нагадувати Roboto та походить на численні антикви.

### Roboto Mono
Roboto Mono — моноширинна шрифтова гарнітура, в основу якої покладено Roboto. Загалом доступно 7 накреслень: ультратонке, надтонке, тонке, звичайне, середнє, щільне та напівжирне; також містяться похилі накреслення.

### Heebo
Heebo — варіація Roboto, яка містить символи івриту.

### Roboto Serif
16 лютого 2022 року Google представила Roboto Serif — варіативну гарнітуру із зарубками. На момент анонсу містить лише латиницю з широким набором лігатур і різновидів цифр. Як і Literata, призначена для високої легкозчитуваності як у друкованому вигляді, так і з екранів із відмінною щільністю пікселів. Може використовуватися для інфографіки та елементів меню додатків. Варіативна версія містить чотири змінні осі: шість оптичних розмірів (від дрібного до постерного), дев'ять варіантів насиченості (Thin, ExtraLight, Light, Regular, Medium, Bold, ExtraBold и Black), зміну ширини, а також курсивні накреслення.

## Реакція
Сама Google описує гарнітуру як «сучасну, але доступну» й «емоційну», однак на момент релізу Roboto отримала змішані відгуки. Джошуа Топольскі, головний редактор ЗМІ The Verge, описує гарнітуру як «акуратну та сучасну, але не надто футуристичну — не гарнітура з наукової фантастики». Однак Стівен Коулз з Typographica описав першу версію Roboto як «суміш» різних типографічних стилей, які погано поєднуються один з одним. Інші професіонали в галузі шрифтового дизайну виокремлювали очевидні помилки в акцентованих гліфах, тоді як Джон Грубер назвав Roboto «плагіатом Гельветики».

Roboto Mono. Зразок